# Washington megye (Colorado)
Washington megye az Amerikai Egyesült Államokban, azon belül Colorado államban található. Megyeszékhelye és legnagyobb városa Akron. Lakosainak száma 4817 fő (2020. április 1.). Washington megye Logan, Yuma, Kit Carson, Lincoln, Adams, Arapahoe és Morgan megyékkel határos.

## Népesség
A megye népességének változása:
| Lakosok száma | 4803 | 4820 | 4753 | 4803 | 4864 | 4817 |
|               | 2010 | 2011 | 2012 | 2013 | 2015 | 2020 |